# Alishah Tadj al-Din
Alishah Tadj al-Din fou visir dels kans Il-kan Oldjeitu (1304-1316) i Abu Said Bahadur Khan (1317-1335).
De jove fou un mercader i joier i va cooperar en el desenvolupament de la nova capital Sultaniya. El 1311 fou nomenat visir juntament amb Khwadja Rashid al-Din i Sad al-Din Sawadji; aquest darrer fou executat el 1312 per la seva participació en un complot i Rashid al-Din i Alishah van esdevenir rivals. Oldjeitu els va conservar als dos com a consellers i va intentar dividir entre ambdós les tasques o que cadascun exercís un temps determinat.
A la mort de Oldjeitu, Alishah va acusar Rashid al-Din d'haver-lo enverinat, i tot i que es va provar que no era així Rashid al-Din va ser finalment executat (15 de juliol de 1318). Alishah va restar sol al front del govern; aviat es va produir l'ascens de Čūbān (Čoban) recomanat per Alishah.
Va morir el 1724 i fou el primer visir il-kànida que va morir de mort natural. Abans de morir fou visitat pel mateix kan.